# Alexandra Anghel
Alexandra Nicoleta Anghel (Craiova, 28 de junio de 1997) es una deportista rumana que compite en lucha libre.
Ganó una medalla de bronce en el Campeonato Mundial de Lucha de 2022 y cuatro medallas en el Campeonato Europeo de Lucha entre los años 2018 y 2025.

## Palmarés internacional
| Campeonato Mundial | Campeonato Mundial      | Campeonato Mundial | Campeonato Mundial |
| Año                | Lugar                   | Medalla            | Categoría          |
| ------------------ | ----------------------- | ------------------ | ------------------ |
| 2022               | Belgrado (Serbia)       | Medalla de bronce  | 72 kg              |
| Campeonato Europeo |                         |                    |                    |
| Año                | Lugar                   | Medalla            | Categoría          |
| 2018               | Kaspisk (Rusia)         | Medalla de bronce  | 72 kg              |
| 2023               | Zagreb (Croacia)        | Medalla de oro     | 72 kg              |
| 2024               | Bucarest (Rumania)      | Medalla de plata   | 72 kg              |
| 2025               | Bratislava (Eslovaquia) | Medalla de bronce  | 72 kg              |